# العلاقات السودانية البليزية
العلاقات السودانية البليزية هي العلاقات الثنائية التي تجمع بين السودان وبليز.

## مقارنة بين البلدين
هذه مقارنة عامة ومرجعية للدولتين:
| وجه المقارنة                                              | السودان                     | بليز         |
| --------------------------------------------------------- | --------------------------- | ------------ |
| المساحة (كم2)                                             | 1.89 مليون                  | 22.97 ألف    |
| عدد السكان (نسمة)                                         | 40.53 مليون                 | 374.68 ألف   |
| الكثافة السكانية (ن./كم²)                                 | 21.44                       | 16.31        |
| العاصمة                                                   | الخرطوم                     | بلموبان      |
| اللغة الرسمية                                             | اللغة العربية، لغة إنجليزية | لغة إنجليزية |
| العملة                                                    | جنيه سوداني                 | دولار بليزي  |
| الناتج المحلي الإجمالي (بليون دولار)                      | 117.49 مليار                | 1.84 مليار   |
| الناتج المحلي الإجمالي (تعادل القوة الشرائية) بليون دولار | 176.55 مليار                | 3.05 مليار   |
| الناتج المحلي الإجمالي الاسمي للفرد دولار أمريكي          | 2.41 ألف                    | 4.88 ألف     |
| الناتج المحلي الإجمالي للفرد دولار أمريكي                 | 4.07 ألف                    | 8.42 ألف     |
| مؤشر التنمية البشرية                                      | 0.479                       | 0.715        |
| رمز المكالمات الدولي                                      | +249                        | +501         |
| رمز الإنترنت                                              | سودان                       | .bz          |
| المنطقة الزمنية                                           | ت ع م+03:00، ت ع م+02:00    | 00           |

## منظمات دولية مشتركة
يشترك البلدان في عضوية مجموعة من المنظمات الدولية، منها:
| علم المنظمة | اسم المنظمة                                 | تاريخ انضمام السودان | تاريخ انضمام بليز |
| ----------- | ------------------------------------------- | -------------------- | ----------------- |
|             | الاتحاد البريدي العالمي                     | ?                    | ?                 |
|             | يونسكو                                      | 26 نوفمبر 1956       | 10 مايو 1982      |
|             | البنك الدولي للإنشاء والتعمير               | 5 سبتمبر 1957        | 19 مارس 1982      |
|             | وكالة ضمان الاستثمار متعدد الأطراف          | 7 نوفمبر 1991        | 29 يونيو 1992     |
|             | الاتحاد الدولي للاتصالات                    | 23 أكتوبر 1957       | 16 ديسمبر 1981    |
|             | منظمة الشرطة الجنائية الدولية               | ?                    | ?                 |
|             | مؤسسة التمويل الدولية                       | 21 أكتوبر 1960       | 19 مارس 1982      |
|             | الأمم المتحدة                               | 12 نوفمبر 1956       | 25 سبتمبر 1981    |
|             | مجموعة دول أفريقيا والكاريبي والمحيط الهادئ | ?                    | ?                 |
|             | مؤسسة التنمية الدولية                       | 24 سبتمبر 1960       | 19 مارس 1982      |
|             | الفريق المعني برصد الأرض                    | ?                    | ?                 |
|             | منظمة حظر الأسلحة الكيميائية                | ?                    | ?                 |

## وصلات خارجية
- موقع وزارة الخارجية السودانية
- موقع وزارة الخارجية البليزية